# Pero olivacea
Pero olivacea là một loài bướm đêm trong họ Geometridae.